# Allstate (assurance)
Allstate est une compagnie d'assurance américaine.

## Histoire
Allstate est issue d'une scission de Sears.
En novembre 2016, Allstate annonce l'acquisition de SquareTrade, spécialisée dans les extensions de garanties, pour 1,4 milliard de dollars.
En juillet 2020, Allstate annonce l'acquisition de National General, compagnie d'assurances spécialisée dans l'assurance auto, pour 4 milliards de dollars.
En août 2024, Allstate annonce la vente de ses activités dédiés aux avantages sociaux des employés à StanCorp Financial pour 2 milliards de dollars.